# Вольдек, Александр Иванович
Александр Иванович Вольдек (эст. Aleksander Voldek, 15 апреля 1911, Симбирская губерния — 27 января 1977, Ленинград) — эстонский советский учёный в области электротехники. Академик АН Эстонской ССР (1969).

## Биография
Родился 2 (15) апреля 1911 года в Симбирской губернии.
Общее и средне-специальное образование получил в Ульяновске, там же в 1929—1931 гг. учился на рабфаке. В 1938 году окончил с отличием электромеханический факультет Ленинградского политехнического института. В 1938—1940 инженер на Челябинской электростанции.
В 1940—1946 гг. старший конструктор на Тамбовском электромашиностроительном заводе. Во время Великой Отечественной войны выполнял работы по созданию, наладке и испытаниям новых автоматических рельсо-сварочных машин для восстановления железнодорожны х путей.
В 1946—1949 гг. аспирант кафедры «Электрическпе машины» ЛПИ.
Кандидат наук (1950), ученик М. П. Костенко.
С 1950 по 1961 год работал в Таллинском политехническом институте (в 1953—1956 гг. одновременно докторант ЛПИ): доцент (1950—1953), старший научный сотрудник (1953—1956), профессор, заведующий кафедрой электрификации промышленных предприятий (1956—1961). В 1958—1961 гг. по совместительству заместитель директора по научной работе Таллинского научно-исследовательского электротехнического институт АН ЭССР.
Доктор наук (1957).
В 1961 году вернулся в Ленинградский политехнический институт, возглавил кафедру электрических машин.
Создал научную школу, среди его учеников 28 кандидатов и 2 доктора наук.
Лауреат Государственной премии ЭССР (1968). Академик АН Эстонской ССР (1969). Заслуженный деятель науки и техники РСФСР (1974).

## Память
Бюст Вольдека установлен на Аллее академиков во внутреннем дворе ТТУ.